# Kuini Speed
Pour les articles homonymes, voir Speed.
Adi Kuini Teimumu Vuikaba Speed, née à Ba le 23 décembre 1949 et morte à Suva le 31 décembre 2004,, est une cheffe coutumière autochtone et femme politique fidjienne, vice-Première ministre de 1999 à 2000.

## Biographie
Elle est la fille de Ratu Aseri Qoro Latianara, chef suprême traditionnel de Navosa dans le sud-ouest et le centre de l'île de Viti Levu. Elle étudie à l'université du Pacifique Sud et à l'Université nationale australienne et est employée dans l'administration publique fidjienne. Elle épouse en premières noces le militaire Savenaca Draunidalo (en), issu d'une famille de l'aristocratie fidjienne, dont elle aura deux enfants. Le couple se sépare, et elle épouse le médecin roturier Timoci Bavadra, chef du Parti travailliste fidjien et brièvement Premier ministre en 1987. À la mort de son époux en 1989, elle lui succède comme cheffe du parti. Elle démissionne toutefois de cette fonction en 1991 car elle est atteinte  d'une tumeur au cerveau. Elle en est opérée avec succès en Australie,.
En 1991 elle épouse l'homme d'affaires australien Clive Speed. De retour aux Fidji en 1994, elle se présente sans succès aux élections législatives cette année là comme candidate du parti Congrès de tous les nationaux, petit parti multi-ethnique qui se veut l'héritier du parti de l'Alliance. Lors de la rupture du parti, elle est de ceux qui fondent le parti de l'Association fidjienne, parti de centre-gauche autochtone mais prônant la coopération entre les communautés ethniques du pays. Elle devient cheffe du parti en 1996 à la mort de son fondateur Josevata Kamikamica, et -désormais cheffe autochtone coutumière de Navosa après la mort de son père en 1998- elle mène ainsi le parti aux élections législatives de 1999 dans le cadre d'une « coalition populaire » avec le Parti travailliste et le Parti de l'unité nationale. Elle est élue députée à la Chambre des représentants et son parti termine à la deuxième place, derrière les travaillistes. Elle souhaite devenir Première ministre, arguant que la population autochtone n'est pas prête pour accepter un Indo-Fidjien, le chef travailliste Mahendra Chaudhry, à ce poste. Elle accepte toutefois les conseils du président Ratu Sir Kamisese Mara, qui lui demande de soutenir Chaudhry. Elle est nommée vice-Première ministre et ministre des Affaires autochtones dans le gouvernement qui en résulte,,, avec le travailliste Isireli Vuibau pour adjoint aux affaires autochtones,.
Le gouvernement est renversé par un coup d'État après seulement un an. Elle se présente aux élections de 2001, mais le parti de l'Association fidjienne perd tous ses sièges, y compris le sien. Elle meurt le dernier jour de l'an 2004, à son domicile à Suva, d'une résurgence de sa tumeur cérébrale, à l'âge de 55 ans. Elle laisse l'image d'une cheffe attachée à la modernité, à la démocratie parlementaire, aux droits de l'homme et à l'harmonie multi-ethnique du pays,,,,. Sa fille aînée Tupou Draunidalo deviendra présidente du Parti de la fédération nationale et sera députée de 2014 à 2018.